# Гильерме Смит
Гилье́рме Энри́кес да Си́лва Карва́льо (порт.-браз. Guilherme Enriques da Silva Carvalho; род. 11 июня 2003), более известный как Гилье́рме Смит (порт.-браз. Guilherme Smith) — бразильский футболист, нападающий клуба «Нымме Калью».

## Биография
На родине выступал за юношеские и молодёжные команды «Васко да Гама», «Флуминенсе» и «Ботафого».
В июне 2021 года подписал 3-летний контракт с луганской «Зарёй». Выступает за юношескую команду «мужиков». В футболке первой команды дебютировал 28 октября 2021 в победном (2:0) выездном поединке 1/8 финала кубка Украины против львовского «Руха». Гильерме вышел на поле в стартовом составе, а на 46-й минуте его заменил Шахаб Захеди.
Летом 2024 года перешёл в эстонский клуб "Нымме Калью". Серебряный призёр чемпионата Эстонии 2024 года.